# Comuna Șișcăuții Noi, Secureni
Șișcăuții Noi (în ucraineană Шишківці, transliterat: Șîșkivți) este o comună în raionul Secureni, regiunea Cernăuți, Ucraina, formată din satele Șișcăuții Noi (reședința) și Strumoc.

## Demografie
Componența lingvistică a comunei Șișcăuții Noi
     Română (59,95%)
     Ucraineană (38,15%)
     Rusă (1,84%)
Conform recensământului din 2001, majoritatea populației comunei Șișcăuții Noi era vorbitoare de română (59,95%), existând în minoritate și vorbitori de ucraineană (38,15%) și rusă (1,84%).